# Paulo César Carpegiani
Paulo César Carpegiani (* 7. Februar 1949 in Erechim, Rio Grande do Sul) ist ein ehemaliger brasilianischer Fußballspieler, der heute als Trainer arbeitet.

## Spielerkarriere

### Verein
Carpegiani begann seine fußballerische Karriere bei Internacional Porto Alegre in Rio Grande do Sul. Dort spielte er von 1970 bis 1977. Seinen ersten Titel gewann er bereits 1970 mit dem Sieg um die Staatsmeisterschaft von Rio Grande do Sul. In den Jahren 1971, 1972, 1973, 1974, 1975 und 1976 folgten weitere Erfolge in gleichem Wettbewerb. Bedeutender war jedoch der Triumph der Campeonato Brasileiro de Futebol, der brasilianischen Meisterschaft, 1975 und 1976. Mit dem Erfolg von 1975 konnte die Mannschaft erstmals in der Vereinsgeschichte den begehrten Cup gewinnen. In dieser Zeit war Carpegiani einer der wichtigen Spieler im Verbund der Mannschaft. 1977 wechselte er zu Ligakonkurrent Flamengo Rio de Janeiro und wurde 1980 nochmals brasilianischer Fußballmeister. Zudem sicherte er sich mit den Schwarz-Roten die Staatsmeisterschaft von Rio de Janeiro in den Jahren 1978 und 1979, wobei die Mannschaft 1979 ungeschlagen den Wettbewerb für sich entschied. Nach seiner dritten gesamtbrasilianischen Meisterschaft verabschiedete sich Carpegiani vom aktiven Fußballgeschehen.

### Nationalmannschaft
Von 1974 bis 1979 wurde Carpegiani mehrfach in den Kader der Nationalmannschaft Brasiliens berufen. 1974 stand er im Kader dieser für die Weltmeisterschaft in Deutschland. Bei der WM kam er zu fünf Einsätzen im Dress seines Heimatlandes. 1979 stand er im Kader Brasiliens bei der Copa América 1979.

## Trainerkarriere
Nach seinem Rücktritt wurde Carpegiani Trainer. Bereits 1981 übernahm er den Cheftrainerposten bei Flamengo Rio de Janeiro. Diese führte er in glorreiche 80er Jahre mit vielen Titel. Den Anfang machte man 1981 mit dem Gewinn der mit der europäischen Champions League vergleichbaren Copa Libertadores. Im Endspiel hieß der Gegner CD Cobreloa aus Chile. Das Finale musste in drei Partien entschieden werden. Nach 2:1, 0:1 und 2:0 ging Flamengo erstmals in der Klubgeschichte als Sieger dieses Turniers vom Platz. Einziger Schütze in allen drei Begegnungen war Brasilien-Legende Zico. Im entscheidenden Spiel am 23. November 1981 zückte der leitende Schiedsrichter fünf Mal die Rote Karte. Infolge des Cupgewinns bestritt der Klub am 13. Dezember 1981 das Spiel um den Weltpokal gegen den FC Liverpool. Diesen sicherte sich Carpegiani durch Tore von João Batista Nunes und Adílio mit 3:0.
Im Jahr darauf gewann der Fußballlehrer erstmals als Trainer die Campeonato Brasileiro de Futebol. 1982 wechselte Carpegiani nach Saudi-Arabien und betreute dort Al-Nasr. Dort war er aber weniger erfolgreich und schon 1985 zog es ihn wieder in die Heimat, wo er bei seinem früheren Verein Internacional Porto Alegre eingestellt wurde. Zwei Jahre darauf wurde der Trainer bei Palmeiras São Paulo vorgestellt, wurde aber noch im selben Jahr entlassen und bald darauf Cheftrainer bei Náutico Capibaribe.
Über viele weitere Stationen wurde Carpegiani Nationaltrainer von Paraguay. Diese führte er zur Weltmeisterschaft 1998 in Frankreich. Dort überstand man die Vorrunde, schied dann aber im Achtelfinale gegen den späteren Turniersieger Frankreich mit 0:1 nach Golden Goal aus. Bereits im Vorjahr nahm man an der Copa América 1997 teil, wo das Team ebenfalls gegen den späteren Gewinner, die Mannschaft Brasiliens den Kürzeren ziehen musste. Anschließend widmete sich Carpegiani wieder Vereinsmannschaften, ehe er 2003 als Trainer der Nationalmannschaft Kuwaits vorgestellt wurde. Bereits nach einem Jahr, noch vor der Asienmeisterschaft 2004, verließ er den Verband wieder.
2009 wurde der ehemalige Nationalspieler neuer Trainer bei EC Vitória, mit denen er die Staatsmeisterschaft von Bahia gewinnen konnte. Für die Folgespielzeit betreute er Atletico Paranaense.

## Erfolge

### Als Spieler
Internacional
- Staatsmeisterschaft von Rio Grande do Sul: 1970, 1971, 1972, 1973, 1974, 1975, 1976
- Campeonato Brasileiro de Futebol: 1975, 1976

Flamengo
- Staatsmeisterschaft von Rio de Janeiro: 1978, 1979
- Campeonato Brasileiro de Futebol: 1980

### Als Trainer
Flamengo
- Staatsmeisterschaft von Rio de Janeiro: 1981
- Copa Libertadores: 1981
- Weltpokal: 1981
- Campeonato Brasileiro de Futebol: 1982

Cerro Porteño
- Primera División de Paraguay: 1994

Vitória
- Staatsmeisterschaft von Bahia: 2009